# هيثم رحمة
سياسي و معارض سوري و الامين العام للإئتلاف الوطني السوري منذ تموز 2021. وهو من مواليد محافظة حمص عام 1960، حاصل على شهادة ماجستير في الهندسة الميكانيكية الدقيقة (الإنسان الآلي) عام 1985 في رومانيا، وحاصل على ماجستير في هندسة الإنتاج عام 1996 في لاتفيا، وحاصل على دكتوراه في الهندسة الميكانيكية – معاملات دقّة القياس ثلاثي الأبعاد عام 2000 في لاتفيا.

## دراسته
- حصل على الشهادة الثانوية في مسقط رأسه في مدينة القصير - حمص عام 1979
- درس ماجستير في كلية الهندسة الميكانيكية - قسم الإنسان الآلي في بخارست عام 1985
- درس ماجستير هندسة إنتاج عام 1996 في ريغا.
- حصل على الدكتواره في الهندسة الميكانيكية في لاتفيا، عام 2000 باختصاص “دقة القياس ثلاثي الأبعاد”.
- درس في معهد الطيران المدني في السويد وكندا.
- تخصص في أبحاث “الرجل الآلي”.

## نشاطه
- نشط كمعارض لنظام الأسد منذ عام 1984، حيث غادر سورية بشكل نهائي.
- الأمين العام للإئتلاف الوطني السوري.[2]
- عضو المكتب السياسي في تيار المستقبل السوري المعارض.
- مؤسس وعضو الأمانة العامة للمجلس الوطني السوري[3]
- عضو في الائتلاف الوطني لقوى الثورة والمعارضة السورية.
- المنسّق العام لـ “هيئة حماية المدنيين”.
- عضو اللجنة العسكرية في الائتلاف الوطني.
- عضو في الهيئة السياسية للائتلاف الوطني لأكثر من دورة.
- عضو في دائرة العلاقات الخارجية بالائتلاف الوطني.
- عضو في وفد التفاوض لجنيف لعدّة جولات.
- عضو في اللجنة الدستورية المصغّرة.
- عضو في الاتحاد العالمي لعلماء المسلمين.

## المبادرات
له عدّة مبادرات هدفت إلى توحيد فصائل الثورة السورية العسكرية، حيث عمل على دمج كافة فصائل الثورة السورية العسكرية ضمن كيان واحد ،تحت مسمى مبادرة (سورية – سورية) للوصول إلى مشروع وطني جامع.

## مشاركته في الثورة السورية
- عمل في كوادر وفعاليات الثورة منذ انطلاقتها بل وقبل ذلك مع سقوط نظام بن علي في تونس نذر رحمه نفسه لخدمة السوريين وثورتهم فشارك في العديد من المؤتمرات لحشد السوريين والنشطاء السياسيين فكان حجر الأساس في عقد مؤتمر المعارضة السورية الأول في بروكسل.
- تجول في العديد من عواصم مراكز القرار السياسي في أوروبا بروكسل وباريس ولندن وبرلين وروما والفاتيكان والتقى بالعديد من المسؤولين الأوروبيين في البرلمانات والحكومات والمؤسسات المدنية لشرح مطالب السوريين.
- شارك في إنشاء المجلس الوطني السوري الأول والثاني والائتلاف الوطني لقوى الثورة والمعارضة السورية.
- مثّل المجلس الوطني في العاصمة الليبية بصفته سفيراً للثورة السورية في طرابلس الغرب.
- أسس مع مجموعة وطنية هيئة حماية المدنيين بالتفاهم مع القوى الدولية التي دعت لحماية السوريين.
- شارك في مؤتمر الرياض وفي إنشاء هيئة التفاوض وفي العديد من جولات المفاوضات في جنيف ولايزال، إضافةً إلى مشاركته في اللجنة الدستورية وفي مؤتمر أستانا والعديد من الجولات السياسية حتى الآن.